# Assıya Yılmazer
Assıya Yılmazer (16 de noviembre de 1999) es una deportista turca que compite en tiro con arco, en la modalidad de arco recurvo. Ganó una medalla de plata en el Campeonato Europeo de Tiro con Arco en Sala de 2022, en la prueba por equipo.

## Palmarés internacional
| Campeonato Europeo en Sala | Campeonato Europeo en Sala | Campeonato Europeo en Sala | Campeonato Europeo en Sala |
| Año                        | Lugar                      | Medalla                    | Prueba                     |
| -------------------------- | -------------------------- | -------------------------- | -------------------------- |
| 2022                       | Laško (Eslovenia)          | Medalla de plata           | Equipo                     |